# Toni, männlich, Hebamme – Sündenbock
Sündenbock ist ein deutscher Fernsehfilm von Sibylle Tafel aus dem Jahr 2020. Es handelt sich um die dritte Episode der ARD-Reihe Toni, männlich, Hebamme mit Leo Reisinger als Münchner Hebamme Toni in der Hauptrolle. Die deutsche Erstausstrahlung erfolgte am 17. April 2020 auf dem ARD-Sendeplatz Endlich Freitag im Ersten.

## Handlung
Nach drei Entbindungen kommt Toni Hasler nach Hause, wo gerade der Geburtstag von Franzl gefeiert wird. Bevor er es genießen kann, erhält er einen Anruf einer Schwangeren, bei der die Wehen eingesetzt haben. Er fährt zwar sofort hin, sucht aber nach einer Kollegin, die die Arbeit übernehmen könnte. Aber niemand hat Zeit, sodass er selbst übernimmt. Das Ungeborene von Fanny Brandstetter und Nico Tschauner liegt in einer Steißlage, worauf Toni mit der Zentrale Kontakt aufnimmt, um einen freien Gebärsaal in einem Krankenhaus zu finden. Da der nächste in Rosenheim wäre, was viel zu weit weg ist, bringt er das Baby zur Welt, indem er einen medizinischen Trick anwendet.
Evi Höllriegl hat Probleme mit ihren Wechseljahren und sucht heimlich Hilfe bei Luise Fuchs. Diese empfiehlt ihr, sich positiver damit auseinanderzusetzen, und gibt ihr chinesische Tropfen, die den Hormonhaushalt ausgleichen sollen. Franzl ist es leid, dass er immer noch alleine ist, und meldet sich deshalb bei einem Dating-Portal an. Als er Toni mit dem Wagen zur Praxis fährt, überfährt er beim Rückwärtshinausfahren fast Evi. Als er ihr aufhilft, ist er wie vom Blitz getroffen und verliebt sich gleich in sie. Aber Evi zeigt ihm die kalte Schulter und fährt auf dem Rad davon. Luise hat aufgrund des Gesprächs mit Evi plötzlich das Gefühl, dass sie nun auch ein Kind will, und fragt Toni, ob er ihr Samen spenden würde.
Der Eingriff von Toni bei der Geburt bleibt nicht lange ohne Folgen, denn wenige Tage später werden bei dem Neugeborenen zwei gebrochene Rippen festgestellt, was zu polizeilichen Ermittlungen führt. Kommissarin Hallmoser ist die zuständige Ermittlerin, die herausfinden soll, weshalb Toni wirklich selbst entbunden hat und ob er Schuld an der Verletzung des Kindes hat. Toni wendet sich an seine Ex-Ehefrau Hanna, die eine profilierte Anwältin ist. Sie willigt ein, ihrem Ex-Mann zu helfen, doch werde sie auch ihn als Täter in Betracht ziehen. Die Kommissarin zweifelt bei der Einvernahme von Toni an seiner Darstellung, dass er Fanny ins Krankenhaus bringen wollte.
Als er sich danach mit Hanna bespricht, fällt ihm ein, dass im Badezimmer eine Kamera gestanden hatte, da eigentlich eine Wassergeburt geplant war. So gehen sie zu Nico, um ihn zu fragen, ob die Kamera gelaufen ist und ob er ihnen die Aufzeichnung überlassen würde. Zunächst sträubt er sich, lenkt dann aber ein. Die Sichtung des Videos beweist, dass Toni die Wahrheit gesagt hat. Nun will die Kommissarin aber wissen, ob er am Geburtstag von Franzl mitgefeiert hat, denn sein Nachbar hat ihn angeschwärzt, dass er Alkohol getrunken hat. Als Franzl dann deswegen auch noch vorgeladen wird und das Gegenteil behauptet, ist Toni damit gar nicht geholfen.
Luise findet ihre Wohnung total verwüstet vor und denkt zunächst, dass jemand eingebrochen ist. Doch der „Einbrecher“ war ein Waschbär, der sich verletzt hat. Sie leistet erste Hilfe und freundet sich mit ihm an. Franzl hat ein Blinddate in einem Lokal, wo auch Evi sich mit einem Mann treffen will. Als sie sieht, wie alt der Mann ist, lässt sie ihn stehen und setzt sich neben Franzl an die Bar. Er erkennt sie wieder und beginnt sofort mit ihr zu flirten, worauf sie gemeinsam verschwinden. Toni besucht Luise, um mit ihr über die Samenspende zu sprechen, dabei kommen sie sich näher und schlafen miteinander. Am nächsten Morgen wissen beide nicht, wie sie damit umgehen sollen.
Hanna hat herausgefunden, dass Nico schon früher gewalttätig war, und steckt dies der Kommissarin, nachdem sie heimlich mit Christl, der Haushälterin der Brandstätters, gesprochen hat. Fanny bekommt zu Hause Besuch von einem Unbekannten, der sich als Eisverkäufer ausgibt. In diesem Moment kommt Nico mit dem Baby nach Hause. Der Eisverkäufer nutzt die Gelegenheit und lässt in einem unbeobachteten Moment ein Holzschäfchen auf dem Tisch zurück, was Fanny danach völlig verwirrt. Als das Baby am nächsten Morgen wieder dauernd schreit, geht sie ins Krankenhaus, wo der Arzt Dr. Schellinger feststellt, dass wieder eine Rippe gebrochen ist. Nico ist nun definitiv verdächtig und das Verfahren gegen Toni wird eingestellt. Doch er glaubt nicht daran, dass Nico Schuld hat.
Luise hat den Waschbär zu Josie gebracht, worauf Franzl sein Handy nicht mehr finden kann. Denn eigentlich wartet er auf einen Anruf von Evi. Die war zuvor bei Luise und hat – obwohl sie tollen Sex mit ihm hatte – Skrupel vor einer Beziehung geäußert, weil er 15 Jahre jünger ist. Toni beobachtet im Krankenhaus, wie ein fremder Mann (der Eisverkäufer) um das Baby von Fanny herumschleicht. Als er ihn stellen will, kommt es zu einem Gerangel, wobei sich beide verletzen. Sie gehen zu Luise und lassen sich verarzten. Sie stellt fest, dass er sich den Arm gebrochen hat, und sieht auch, dass es nicht das erste Mal war. Er gibt offen zu, dass er an der Glasknochenkrankheit leidet. Da Luise und Toni nun wissen wollen, wieso er Kontakt zu Fanny und ihrem Baby gesucht hat, gehen sie mit ihm auf den Brandstätterhof. Da können die Eltern von Fanny nicht mehr lügen. Sie haben sie als Baby von Balu – so heißt der Mann – übernommen, weil seine Frau bei der Geburt gestorben ist und er überfordert war. Zudem konnten sie selbst keine Kinder bekommen.
Nachdem nun belegt ist, dass auch das Baby an einer leichten Form der Glasknochenkrankheit leidet, ist auch die Unschuld von Nico bewiesen. Franzl findet den Waschbären (und sein Handy) auf dem Dachboden und sieht, dass Evi ihn mehrmals versucht hat anzurufen. So treffen sie sich wieder im gleichen Lokal und versöhnen sich. Luises Schwangerschaftstest ist negativ und deshalb ist sie sehr traurig. Toni fragt sie, wie es nun mit ihrer Beziehung weitergehen soll, worauf sie sich darauf einigen, Freunde zu bleiben.

## Hintergrund
Sündenbock wurde vom 24. Juni bis zum 23. August 2019 in München und Umgebung gedreht. Produziert wurde der Film von der Bavaria Fiction.

## Rezeption

### Einschaltquote
Die Erstausstrahlung am 17. April 2020 im Ersten wurde von 4,26 Millionen Zuschauern gesehen, was einem Marktanteil von 12,8 % entspricht.

### Kritiken
Die Kritiker der Fernsehzeitschrift TV Spielfilm zeigten mit dem Daumen zur Seite und vergaben für Humor zwei und für Spannung einen von drei möglichen Punkten. Sie resümierten: „Behagliche Schonkost für zwischendurch“.
Rainer Tittelbach von Tittelbach.tv meinte dazu: „Ein Jahr nach dem gelungenen Doppel-Einstand von ‚Toni, männlich, Hebamme‘ stehen nun zwei weitere unterhaltsame Filme mit dem unverstellten und unbestechlichen Entbindungs-Pfleger auf dem Programm.“ und „Erzählt werden keine typischen Geburtsfälle; es geht vielmehr um (die) Beziehungen. Im Zentrum stehen die Charaktere und ihre horizontal erzählten amourösen Geschichten. Die Fälle kommen bereichernd hinzu. Sie generieren Alltag, sie machen Toni & Friends lebendig.“